# Aérodrome de Kolda Nord
 (mars 2020).
L'aéroport de Kolda North est un aéroport desservant Kolda, la capitale de la région de Kolda au Sénégal.

## Situation
| \| 50 km1:10 137 000 \| Saint-Louis · XLS Ziguinchor Dakar · DKR Dakar · DSS Kolda Cap Skirring Kédougou Tambacounda Linguère Kaolack |
| 50 km1:10 137 000 |

### Compagnie aérienne et destination
| Compagnies | Destinations    |
| ---------- | --------------- |
| Transair   | Dakar-B. Diagne |

Édité le 5/08/2023